# Mapania graminea
Mapania graminea är en halvgräsart som beskrevs av Hendrik Uittien. Mapania graminea ingår i släktet Mapania och familjen halvgräs. Inga underarter finns listade i Catalogue of Life.